# Il ritorno di Casanova
Il ritorno di Casanova (Casanovas Heimfahrt) è un racconto del 1918 dello scrittore e drammaturgo austriaco Arthur Schnitzler, ambientato nell'Italia del XVIII secolo, con protagonista Giacomo Casanova.

## Trama
Giacomo Casanova, alla non più giovane età di 53 anni, vuole rientrare in patria, nella sua amata Venezia, abbandonata dopo la fuga dal carcere dei Piombi. Nel viaggio di avvicinamento a Venezia, viene ospitato da Olivo e dalla moglie Amalia, in una tenuta presso Mantova. Casanova aveva conosciuto Olivo e Amalia anni prima ed era stato l'artefice del loro matrimonio, oltre che essere stato amante di Amalia stessa. Nella tenuta di Amalia e Olivo, Casanova incontra, oltre alle figlie della coppia, la giovane Marcolina, studiosa di matematica e di filosofia. Casanova inizia a corteggiare Marcolina, che intrattiene una relazione segreta con il sottotenente Lorenzi e rifiuta il corteggiamento del seduttore veneziano.
La conquista amorosa di Marcolina diventa per Casanova una prova dell'efficacia del proprio fascino, nonostante l'età non più giovanissima del famoso conquistatore di donne, che aveva viaggiato e intrattenuto relazioni amorose nelle più famose corti europee. Casanova riesce a trascorrere una notte di passione nella stanza di Marcolina solo con l'inganno; questa ultima notte rappresenta per Casanova stesso la presa di coscienza definitiva del passare del tempo, con il relativo decadimento fisico, e della scomparsa del fascino erotico del conquistatore di ogni donna, che aveva desiderato fino ad allora.
Dopo aver trascorso la notte con Marcolina, mentre Casanova sta per abbandonare la tenuta di Olivo, all'alba si presenta il sottotenente Lorenzi, che sfida Casanova stesso in un duello all'ultimo sangue, in cui il giovane Lorenzi viene trafitto a morte da Casanova. Immediatamente dopo questo tragico duello, Casanova fugge dalla tenuta di Olivo, per fare rientro a Venezia, atteso nel volgere di pochi giorni dal Consiglio dei Dieci, dove trascorrerà gli ultimi anni della propria vita con l'incarico di spia del Consiglio stesso.

## Una lettura psicologica e filologica del racconto
In questo racconto, Schnitzler affronta il tema della seduzione amorosa, della vecchiaia e della solitudine, sondando nelle profondità della psiche e della mente umana, in un gioco di avvincente introspezione psicologica del seduttore veneziano. Anche in questo racconto emerge l'abilità di Schnitzler nel delineare con maestria ed efficacia i tratti psicologici dei personaggi, immergendo il lettore nell'ambientazione e nel contesto creato, anche con capacità descrittive del paesaggio e dei luoghi. È da sottolineare, in particolare, la descrizione del duello tra Casanova e il sottotenente Lorenzi, che segnerà paradossalmente, con la morte del sottotenente, la fine simbolica della vita del seduttore veneziano Giacomo Casanova.
Il racconto viene composto quasi in parallelo alla commedia Le sorelle ovvero Casanova a Spa, opere iniziate nel 1915 ed ultimate verso la fine del 1917. Ancora prima, nel periodo 1914-1915, Schnitzler legge i Memoires di Casanova.
Il racconto si rafforza proprio in contrapposizione al contenuto giocoso della commedia, in cui si incontra un giovanissimo e fortunato Giacomo Casanova. Inoltre, il passaggio dalla commedia al romanzo breve consente a Schnitzler di avere a disposizione strumenti narrativi per descrivere al meglio la sofferenza esistenziale di un Giacomo Casanova nella decadenza e nella solitudine dell'avanzante vecchiaia.
Resta da sottolineare che nel 1915, anno di inizio della composizione del racconto, Arthur Schnitzler ha 53 anni, la stessa età del Giacomo Casanova immaginato e descritto nel racconto. Con le due opere relative a Giacomo Casanova si apre una nuova stagione creativa, caratterizzata da una forte esigenza di analisi psicologica, in cui nasce anche Fuga nelle tenebre.

## Opere derivate
Il racconto è stato trasposto sia sul grande che sul piccolo schermo, oltre che in teatro.

### Al cinema
- Nel 1992 è stato prodotto in Francia un adattamento cinematografico del racconto, con attori Alain Delon, nel ruolo del seduttore veneziano, ed Elsa Lunghini, nel ruolo di Marcolina.[4]
- Il ritorno di Casanova, regia di Gabriele Salvatores (2023)

### In teatro
Nella stagione 1992-1993, il racconto viene portato in scena con la sceneggiatura di Tullio Kezich, la regia di Armand Delcampe, con interpreti Giorgio Albertazzi, nel ruolo di Giacomo Casanova, e Mariangela D'Abbraccio, nel ruolo di Marcolina.

### In televisione
- Nel 1978 è stato prodotto un adattamento televisivo con la sceneggiatura di Piero Chiara e la regia di Pasquale Festa Campanile.[5]

### In radio
Nel 1985 il racconto è andato in onda su Radiouno nell'adattamento e con la regia di Aldo Sarullo. Protagonista Ennio Balbo.

## Edizioni italiane
- Arthur Schnitzler, Il ritorno di Casanova, I edizione "Tascabili Bompiani", Bompiani, 1982,  p. 156.
- Arthur Schnitzler, Il ritorno di Casanova, I edizione Biblioteca Adelphi, Adelphi, 1975,  p. 149.
- Arthur Schnitzler, Il ritorno di Casanova, I edizione gli Adelphi, Adelphi, 1990,  p. 149.
- Arthur Schnitzler, Il ritorno di Casanova, collana Corriere della Sera - I grandi romanzi, Rizzoli, 2002,  p. 143.
- Arthur Schnitzler, Il ritorno di Casanova, I edizione Biblioteca Economica Newton, Newton & Compton, 2005,  p. 119.